# Phalacropterix graminifera
Phalacropterix graminifera is een vlinder uit de familie zakjesdragers (Psychidae). De wetenschappelijke naam van deze soort is voor het eerst geldig gepubliceerd in 1785 door Fourcroy.
De soort komt voor in Europa.